# L'angelo del crimine
L'angelo del crimine (El ángel) è un film del 2018 diretto da Luis Ortega. Presentato nella sezione Un Certain Regard al Festival di Cannes 2018, è ispirato alla vera storia dell'assassino seriale argentino Robledo Puch, conosciuto anche come "l'Angelo della morte" e "l'Angelo nero". Il film è stato selezionato per rappresentare l'Argentina nella categoria miglior film in lingua straniera ai premi Oscar 2019, ma non ha ricevuto la nomination.

## Trama
Carlos è un giovane studente diciassettenne dalla faccia angelica che frequenta le superiori. Tanto ingenuo e limpido quanto senza regole, è solito penetrare nelle ville quando i legittimi proprietari sono assenti per derubarli. In famiglia la situazione è ben nota, ma tutti tacciono. Al liceo incontra Ramón, già noto a Carlos per la nomea di criminali della sua famiglia: ne rimane immediatamente attratto ed inizia a mettersi in mostra per attirare la sua attenzione. Ben presto, a seguito d'un paio di colpi ben riusciti, i due si trasferiscono in un motel di Buenos Aires per stare più vicini alle opportunità e confondere meglio le tracce, Carlos viene praticamente adottato dalla famiglia di Ramón.
Il padre, criminale incallito che non può più esporsi in prima persona in quanto già pregiudicato, capisce da subito il "potenziale" criminale del ragazzo, ma ne è al contempo spaventato. La madre, alcolizzata cronica, è parte integrante della banda: è lei che tenta di sedurre Carlos, che rifiuta "per rispetto di chi mi ha accolto", ma che in realtà è semplicemente omosessuale. Egli è infatti invaghito di Ramon, bisessuale e non solo per convenienza, diventa amante di un uomo d'affari che lo salva quando viene incarcerato dopo aver rubato un'auto, che però prova sia attrazione che repulsione nei confronti di Carlos. Il ragazzo, nel frattempo, scivola più in una serena e inspiegabilmente rilassata apatia: ha talento per il furto e la menzogna, che gli vengono sin troppo naturali e che asseconda senza alcun rimorso. Inoltre, ha la sinistra tendenza a non prendersi mai responsabilità di niente: quando inizia a uccidere, Carlos puntualmente dà la colpa alla poca esperienza altrui o vede l'omicidio come un qualcosa commesso dal collettivo, insomma, diventa presto un sociopatico assassino.
La situazione degenera quando tra i due giovani si crea una frattura insanabile: Ramón prima cerca di cambiare vita, recitando in un programma televisivo che "cerca nuovi talenti", poi si accolla un nuovo partner a seguito d'una incarcerazione cui invece Carlos era riuscito a scampare. Quando Carlos si accorge che l'amico vive pieno di rimorsi per quella vita così dissennata, sentendosi al contempo rifiutato da un punto di vista emotivo sia da lui che dalla famiglia adottiva, che gli nasconde gran parte dei guadagni, decide di ucciderlo schiantandosi contro un'altra vettura non appena, durante un lungo viaggio, Ramón si addormenta.
Sempre più isolato dal mondo, perduta ogni spensieratezza e sempre più distaccato dalla realtà, Carlos uccide presto il nuovo partner, reo di averlo "preso in giro" a seguito di un colpo mal riuscito. Questa volta finisce nelle mani della polizia, cui sinora era sfuggito anche per via del caos delle istituzioni pubbliche pre-guerra sporca contro i peronisti/marxisti. Condannato all'ergastolo, sciocca un'intera nazione non mostrando alcun rimorso o risentimento per gli 11 omicidi e gli oltre 42 furti che ha commesso (anzi, c'è chi si invaghisce di lui), e riuscendo perfino a evadere dalla prigione, prima del definitivo arresto cui partecipa, con suo grande stupore, anche sua madre.

## Accoglienza

### Critica
Il sito Todas Las Críticas ha dato al film un punteggio di 79/100, la cui media è derivata da 45 recensioni, delle quali il 100% erano positive.

### Incassi
Il film ha ottenuto il miglior risultato nella storia del cinema argentino. Il distributore lo ha distribuito in 354 sale cinematografiche in tutto il paese. Nel suo primo weekend, il film si è posizionato al primo posto tra i film più visti diventando così il secondo numero uno del cinema argentino finora quest'anno, con circa 320.000 biglietti venduti. Nel suo secondo weekend ha riconfermato il primo posto con 289.000 biglietti venduti, i quali rappresentano un piccolo calo del 20% rispetto al fine settimana precedente.
Con un totale di 1 117 110 spettatori il film è diventato il film argentino più visto dell'anno.

## Riconoscimenti
- 2018 - Festival di Cannes
  - In competizione nella sezione Un Certain Regard
  - Nomination Queer Palm[12]
- 2018 - Havana Film Festival
  - Miglior attore a Lorenzo Ferro
  - Nomination Miglior film
- 2018 - Kerala International Film Festival
  - Nomination Miglior film
- 2018 - New Mexico Film Critics
  - Nomination Miglior attore a Lorenzo Ferro
- 2018 - Oslo Films from the South Festival
  - Nomination Best Feature
- 2018 - Premio Fénix
  - Miglior attore a Lorenzo Ferro
  - Nomination Best Art Direction a Julia Freid
  - Nomination Miglior montaggio a Guille Gatti
  - Nomination Miglior fotografia a Julián Apezteguia
  - Nomination Migliori effetti sonori a José Luis Díaz
  - Nomination Miglior costumi a Julio Suárez
- 2018 - Festival internazionale del cinema di San Sebastián
  - Nomination Miglior film
- 2018 - Noir in Festival
  - Miglior attore a Lorenzo Ferro e Chino Darín
- 2019 - Premio Goya
  - Nomination  Miglior film straniero in lingua spagnola
- 2019 - Palm Springs International Film Festival
  - Nomination Cine Latino Award a Luis Ortega
  - Nomination Miglior film straniero a Luis Ortega

## Differenze coi fatti reali
Nel film è Carlos che uccide volontariamente i due ex complici, mentre nella realtà questo non è verificato. Nel film sono inoltre omessi due stupri di Ramón, cui Carlos nella realtà ha solo assistito, e diversi omicidi cruenti. Nella realtà vengono trovati dei soldi nella cassaforte, mentre del film no. Inoltre, non si capisce come riescano a catturarlo: a quanto pare, egli aveva sì bruciato il volto del complice, per rallentarne il riconoscimento, ma aveva scordato che il collega aveva in tasca la sua carta d'identità. Nel film, infine, viene mostrata un'evasione che però non è mai stata registrata agli atti. Dalla visione della pellicola si evince che il caso è ben noto agli argentini, in quanto si danno per scontate alcune conoscenze, invece non chiare a primo acchito agli spettatori internazionali.